# 小格盧沙
51°47′18″N 24°59′4″E / 51.78833°N 24.98444°E
小格盧沙（烏克蘭語：Мала Глуша），是烏克蘭的村落，位於該國西部沃倫州，由卡明-卡希尔斯基区負責管轄，始建於1537年，面積3.9平方公里，海拔高度147米，2001年人口1,547，人口密度每平方公里396.46人。